# Mark Rietman
Mark Rietman, né le 28 novembre 1960 à Amsterdam, est un acteur et metteur en scène néerlandais.

## Filmographie
- 1993 : Love Hurts de Mijke de Jong
- 1994 : Old Tongues de Gerardjan Rijnders : Docteur Peter Ligt[2]
- 1996 : Laagland de Yolanda Entius : Leo[3]
- 1997 : Karakter de Mike van Diem : Van Rijn[4]
- 2001 : Wilhelmina[5]
- 2006 : Waiter ! de Alex van Warmerdam[6]
- 2010 : First Mission de Boris Paval Conen[7]
- 2011 : Time to Spare de Job Gosschalk : Arts[8]
- 2012 : Hemel de Sacha Polak : Douwe[9]
- 2016 : Amour et préjugés de Janice Pierre : Marcus[10]
- 2016 : Family Weekend de Pieter van Rijn : Capteijn[11]
- 2016 : Brasserie Valentine de Sanne Vogel[12]
- 2016 : Riphagen de Pieter Kuijpers[13]